# SUPER☆GiRLSのスーパーラジオ!
SUPER☆GiRLSのスーパーラジオ!（スーパーガールズのスーパーラジオ!）は、2016年10月2日から2019年6月29日までMBSラジオで放送されていたラジオ番組である。

## 概要
女性アイドルグループ「SUPER☆GiRLS」がパーソナリティを務めるラジオレギュラー番組。ホテルニューアワジの一社提供。
「avex初の王道アイドルグループSUPER☆GiRLSが時には本音で語り、時には体当たりで挑戦! "とにかくなんでもあり"の番組!」が番組コンセプトである。
収録の様子を録画しており、ハイライト動画をYouTubeのMBSラジオ公式チャンネルで公開しているのが特徴である。通常は東京支社のスタジオで収録したものを放送していたが、イベントなどで放送日に大阪に滞在しているときは本社スタジオから生放送することもあった。

## 出演者

### パーソナリティ
- SUPER☆GiRLS（メンバー数名が週替わりでパーソナリティを務める）

### ゲスト
- 第34回（2017年5月20日） - 天久舞子（RYUKYU IDOL） - DMM.yellの企画で出演[2]
- 第35回（2017年5月27日） - 小桃音まい（桃色革命） - DMM.yellの企画で出演[2]
- 第43回（2017年7月22日） - 伊藤千咲美・森岡悠（GEM）、髙木悠未・MYU（LinQ） - 「妖ベックス連合軍」メンバーとして出演[3]
- 第44回（2017年7月29日） - 村上来渚（GEM）、髙木悠未・福山果奈（LinQ） - 「妖ベックス連合軍」メンバーとして出演[4]
- 第59回（2017年11月11日） - わーすた
- 第61回（2017年11月25日） - THE イナズマ戦隊
- 第101回（2018年9月1日） - 超オーディション!!!! 2次審査通過者（坂林佳奈・道重利緒）
- 第102回（2018年9月8日） - 超オーディション!!!! 2次審査通過者（石山來怜亜・魚谷美友）
- 第103回（2018年9月15日） - 超オーディション!!!! 2次審査通過者（浜谷ほのか・花島桃子・阿吹未歩）
- 第104回（2018年9月22日） - 超オーディション!!!! 2次審査通過者（井上真由子・門林有羽・宮脇理子）
- 第105回（2018年9月29日） - 超オーディション!!!! 2次審査通過者（勝山智香・小島七海・穂坂玲奈）
- 第106回（2018年10月6日） - 超オーディション!!!! 2次審査通過者（石山來怜亜・井上真由子・勝山智香・魚谷美友・花島桃子・坂林佳奈・道重利緒・小島七海・阿吹未歩・門林有羽・宮脇理子・穂坂玲奈）
- 第107回（2018年10月13日） - 超オーディション!!!! 最終候補者（井上真由子・坂林佳奈・小島七海）
- 第108回（2018年10月20日） - 超オーディション!!!! 最終候補者（道重利緒・門林有羽・宮脇理子）
- 第132回（2019年4月6日） - 丸高愛実
- 第135回（2019年4月27日） - 花村想太（Da-iCE） - 自身が同局で担当する番組のキャラクターとして出演
- 第139回（2019年5月25日） - 坂元葉月・松田美里・小玉梨々華（わーすた）[5]
- 第140回（2019年6月1日） - 廣川奈々聖・三品瑠香（わーすた）[6]

## 放送日時
- 毎週土曜日 24:00 - 24:30（2016年10月1日 - 2017年4月1日）
- 毎週土曜日 23:30 - 24:00（2017年4月8日 - 2019年6月29日）[注 1]

MBSラジオが連日深夜に編成する音楽系の番組レーベル「+MUSIC 906!」内の番組として扱われており、土曜日はこの番組が唯一そのレーベルに当たる。

## 公開収録
- 日清麺職人 Presents SUPER☆GiRLSのスーパーラジオSP!!! 〜レギュラー番組開始1か月で早くも公開収録しちゃうんだSP〜（2016年11月5日、イオンモール茨木）
- SUPER☆GiRLSのスーパーラジオ! 万博WINTER SPECIAL!!! 〜大晦日に公開収録しちゃうんだSP〜（2016年12月31日、万博記念公園）
- たこ焼道楽 わなか presents SUPER☆GiRLSのスーパーラジオ! 万博へGO! SP!!!（2017年9月16日、万博記念公園）
- SUPER☆GiRLSのスーパーラジオ! スパガとつるんつるん supported by J:COM（2018年2月11日、グランフロント大阪うめきた広場）

## スペシャル放送
- 日清麺職人 Presents SUPER☆GiRLSのスーパーラジオSP!!! 〜レギュラー番組開始1か月で早くも公開収録しちゃうんだSP〜（2016年11月13日 20:00 - 21:00） - 公開収録の模様を放送
- 2016→2017 SUPER☆GiRLSのスーパーラジオ! にょーす! 年越し生放送拡大SP（2016年12月31日 23:00 - 24:30） - 本社スタジオから年またぎの生放送。また、渡邉ひかるが太融寺から除夜の鐘を生中継をした。
- たこ焼道楽 わなか presents SUPER☆GiRLSのスーパーラジオ! 万博へGO! SP!!!（2017年10月9日 19:00 - 20:00） - 公開収録の模様を放送
- SUPER☆GiRLSのスーパーラジオ! 〜新たなる道へ〜2時間拡大!!!!（2018年12月29日 22:00 - 24:00）

## コーナー
SUPER☆GiRLSのスーパープレゼン!
メンバーがコンビとなり2チームに分かれて、スポンサーであるホテルニューアワジのプレゼンテーション対決を行うもの。リスナーによる投票で後日勝敗が決まり、期間中の勝率が高かったメンバーにはご褒美が与えられる。2ndシーズン以降は対決方式をやめ、1チームのみのプレゼンとなった。
- 1stシーズン（2016年10月 - 2017年3月）結果
  - 1位：溝手るか・渡邉幸愛（5ポイント、勝率 0.833）
  - 3位：志村理佳（5ポイント、勝率 0.714）
  - 4位：前島亜美・浅川梨奈（3ポイント、勝率 0.600）
  - 6位：石橋蛍・阿部夢梨（2ポイント、勝率 0.500）
  - 8位：渡邉ひかる（3ポイント、勝率 0.429）
  - 9位：尾澤ルナ（2ポイント、勝率 0.400）
  - 10位：田中美麗（1ポイント、勝率 0.333）
  - 11位：長尾しおり（1ポイント、勝率 0.250）
  - 12位：宮崎理奈・内村莉彩（1ポイント、勝率 0.200）
  - 14位：木戸口桜子（1ポイント、勝率 0.167）
    - 上位3名で「ホテルニューアワジ1泊2日宿泊ツアー」と称したご褒美ロケが行われた。

- 2ndシーズン（2017年4月 - 2017年9月）結果
  - 1位：田中（7ポイント、勝率 0.875）
  - 2位：渡邉幸（勝率未発表）
  - 3位：宮崎（勝率未発表）[注 3]
  - 4位：志村（勝率未発表）
  - 5位：内村・石橋・尾澤（3ポイント、勝率 0.600）
  - 8位：溝手（3ポイント、勝率 0.500）
  - 9位：浅川（勝率未発表）
  - 10位：阿部（勝率未発表）
  - 11位：長尾（1ポイント、勝率 0.200）
  - 12位：渡邉ひ（1ポイント、勝率 0.167）
    - 上位3名で「スーパープレゼン! ご褒美企画 1泊2日淡路島ロケ」が行われた。

## その他
- 「たこ焼道楽わなか」と番組がコラボレーションをして、2017年9月16日 - 10月29日の期間限定でSUPER☆GiRLSオリジナルたこ焼きを関西3店舗で販売。志村は「すだちおろし」、渡邉ひは「カレーソース」、宮崎は「しおポン酢レモン」、田中は「いかすみソース」、溝手は「トマトチリソース」、渡邉幸は「あんかけ小梅添え」、浅川は「アボカドおろし」、内村は「ブルーチーズソース」、石橋は「抹茶塩」、尾澤は「オレンジ味噌」、阿部は「青じそ なす添え」、長尾は「むらさきキャベツソース」と、メンバーの超絶カラー（担当カラー）をイメージした商品になっている。また、全種類購入者（当選者）を対象にしたイベント「MBSラジオ SUPER☆GiRLSのスーパーラジオ! たこ焼道楽わなかpresentsスパガとたこパ!」を同年12月10日にMBS本社で開催した[7]。
- 同局で放送中の『たこ焼道楽わなかPresentsガチンコ最強たこ焼き列伝！』にゲスト出演する権利をかけて対決。たこ焼きにちなんだ芸を披露し、リスナー投票によって選ばれた溝手・渡邉幸・浅川・石橋の4名が、2018年6月期のゲストとして出演した。その後も何度かゲスト出演するようになり、それは『SUPER☆GiRLSのスーパーラジオ!』放送終了後にも及んでいる[8]。
- SUPER☆GiRLSの新メンバーを決定する『SUPER☆GiRLS 超（スーパー）オーディション!!!!』が2018年7月1日より実施され、番組を通して審査が行われるMBSラジオルートが設けられた[9]。9月1日の放送からは、面接などの2次審査を通過した候補者が数名ずつ出演し、同時に3次審査が行われた。10月6日、なんばOCATでの「ファイナリスト決定イベント」に候補者12名が登場し、歌唱・ダンス審査、自由パフォーマンス審査が行われた[10]。この審査で6名が最終候補者となったことが同13日・20日の放送で発表された。11月4日にAiiA 2.5 Theater Tokyoで開催された最終審査を経て、12月19日に開催された『SUPER☆GiRLS 超 LIVE2018 8thDEBUT Anniversary〜NEW GENERATIONS!!!!〜』で新メンバー7名がお披露目され、MBSラジオルートからは井上真由子・門林有羽・坂林佳奈の3名が選ばれた[11]。